# Everybody's Talking 'Bout It
Everybody's Talking 'Bout It is de eenentwintigste aflevering van het tweede seizoen van het tienerdrama Beverly Hills, 90210, die voor het eerst werd uitgezonden op 6 februari 1992.

## Verhaal
Andrea begint een campagne voor het plaatsen van een condomenautomaat in school. Ze doet dit omdat veel tieners aids krijgen en zichzelf moeten kunnen beschermen. De campagne wordt in de grond geboord door Felice Martin, de moeder van Donna. Ze is een terughoudende, conservatieve moeder die veel invloed heeft. Ze wil niet graag dat kinderen de mogelijkheid hebben seks te kunnen hebben en doet er alles aan de campagne tegen te houden. Andrea weet steun te krijgen van veel mensen, waaronder zowel ouders als leerlingen. Andrea is zeer fanatiek en krijgt om die reden ruzie met Brandon, die haar confronteert met het feit dat ze te ver gaat met haar campagne. Ondertussen belooft Brenda een artikel voor Andrea te schrijven waarin ze haar ervaringen met seks beschrijft. Wanneer Dylan hierachter komt, is hij gekwetst en wil hij niet dat Brenda iets publiceert wat voor Dylan strikt privé is.

## Rolverdeling
- Jason Priestley - Brandon Walsh
- Shannen Doherty - Brenda Walsh
- Jennie Garth - Kelly Taylor
- Ian Ziering - Steve Sanders
- Gabrielle Carteris - Andrea Zuckerman
- Luke Perry - Dylan McKay
- Brian Austin Green - David Silver
- Tori Spelling - Donna Martin
- Carol Potter - Cindy Walsh
- James Eckhouse - Jim Walsh
- Joe E. Tata - Nat Bussichio
- Ann Gillespie - Jackie Taylor
- Matthew Laurance - Mel Silver
- Katherine Cannon - Felice Martin
- Andy Hirsch - John Griffin
- Denise Dowse - Mrs. Yvonne Teasley